# Harvey Cushing
Harvey Williams Cushing (Cleveland (Ohio), 8 april 1869 – New Haven (Connecticut), 7 oktober 1939) was een Amerikaans neurochirurg en een pionier in de hersenchirurgie. Hij wordt alom beschouwd als de belangrijkste neurochirurg van de 20e eeuw en vaak de “vader van de moderne neurochirurgie” genoemd.

## Leven
Cushing werd geboren in Cleveland (Ohio) als zoon van Kirke Cushing, een arts en Bessie Williams. Hij was de jongste van tien kinderen. Cushing studeerde af aan de Yale-universiteit waar hij lid was van de geheime Scrol and Key-organisatie evenals studentenvereniging Delta Kappa Epsilon; hierna bezocht Cushing de Harvard Medical School en studeerde hij in 1895 af. Hij voltooide zijn assistentschap aan het Massachusetts General Hospital en studeerde verder in de chirurgie bij de beroemde chirurg William Stewart Halsted in het Johns Hopkins Hospital in Baltimore (Maryland).
Gedurende zijn carrière werkte hij verder als chirurg in het Johns Hopkins Hospital, het Peter Bent Brigham Hospital in Boston en, als hoogleraar chirurgie aan de Harvard Medical School. Van 1933 tot zijn overlijden in 1939 werkte Cushing aan de Yale University School of Medicine. In de Eerste Wereldoorlog was hij korte tijd legerchirurg.
Cushing trouwde op 10 juni 1902 met Katherine Stone Crowell. Ze kregen vijf kinderen: William Harvey, Mary Benedict, Betsey, Henry Kirke en Barbara Cushing.
Cushing overleed in 1939 in New Haven (Connecticut) aan de complicaties van een hartinfarct. Hij werd begraven op de Lake View Cemetary in Cleveland.
Opmerkelijk is dat bij autopsie een colloïdcyste werd gevonden in zijn derde ventrikel.

## Werk
In het begin van de 20e eeuw ontwikkelde Cushing vele basisprincipes voor hersenchirurgie. Dit maakte hem een van de voorlopers en experts in het veld en maakte van de neurochirurgie een autonome chirurgische discipline.
- De overleving na operaties steeg in grote mate
- Hij gebruikte röntgenfoto’s om hersentumoren op het spoor te komen
- Hij gebruikte elektrische stimuli om de sensorische cortex te bestuderen
- Hij speelde een centrale rol in het ontwikkelen van het elektrocautersatie-instrument in samenwerking met de natuurkundige William Bovie
- Hij was wereldwijd onderwijzer aan neurochirurgen in de eerste tientallen jaren van de 20e eeuw.

Misschien nog wel de belangrijkste bijdrage die Cushing heeft geleverd aan de geneeskunde was de introductie van de bloeddrukmeter in Noord-Amerika.
Bij een bezoek aan de Italiaanse natuurkundige Scipione Riva-Rocci was Cushing verbaasd over de niet-invasieve (“onbloedige”) meting van de bloeddruk die Riva-Rocci had bedacht in navolging van een primitiever ontwerp van de Franse arts Pierre Potain. In 1896 had hij namelijk een aan de muur te bevestigen kwikmanometer bedacht, met hieraan een manchet die door een ballon werd opgepompt om daarmee de systolische bloeddruk, de bovendruk, te meten. Terugkeer in de VS met deze vinding zorgde ervoor dat bloedmeting op deze manier zich als een olievlek over de Verenigde Staten en de rest van de Westerse wereld verspreidde. Deze meting werd aangevuld met de meting van de diastolische druk, de onderdruk, door het ontdekken van de Korotkoff-tonen door Nikolaj Korotkov in 1920. Ook werd door hem een schaalmanometer gebruikt in plaats van de kwikkolom.
De naam Cushing is uiteraard het meest verbonden met de ziekte van Cushing: in 1912 publiceerde hij een studie over een endocrien syndroom door een functiestoornis van de hypofyse, dat hij het “polyglandulair syndroom” noemde. In 1932 publiceerde hij deze bevindingen als "The Basophil Adenomas of the Pituitary Body and Their Clinical Manifestations pituitary Basophilism”.
Cushing won een Pulitzerprijs in 1926 voor een biografie van een van de vaders van de moderne geneeskunde, Sir William Osler. Cushing won in 1930 de Lister-medaille voor zijn bijdragen aan wetenschappelijk werk in de chirurgie. Hij mocht in dat jaar de Lister Memorial-lezing geven aan het Royal College of Surgeons of England.
De Verenigde Staten hebben in 1988 een postzegel van 45 cent uitgegeven met de beeltenis van Cushing in de serie Great Americans.

## De Harvey Cushing/John Hay Whitney Medical Library
De Harvey Cushing/John Hay Whitney Medical Library aan de Yale-universiteit bevat een grote collectie materiaal op het vlak van geneeskunde en de geschiedenis van de geneeskunde. Een deel hiervan in online beschikbaar gemaakt, waaronder de Peter Parker-collectie, bestaande uit portretgravures, 83 olieverfschilderijen van rond het midden van de negentiende eeuw door Lam Qua van Chinese tumorpatiënten en een biografie van Harvey Cushing door John F. Fulton.